# Geopemphigus floccosus
Geopemphigus floccosus är en insektsart som först beskrevs av Moreira 1925.  Geopemphigus floccosus ingår i släktet Geopemphigus och familjen långrörsbladlöss. Inga underarter finns listade i Catalogue of Life.